# شیرجه در المپیک تابستانی ۱۹۰۴

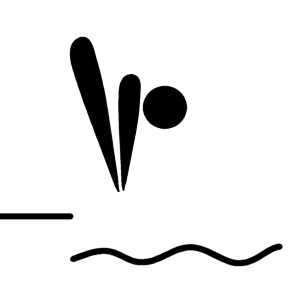
تصویر نگاشت شیرجه در المپیک

شیرجه در بازی‌های المپیک تابستانی ۱۹۰۴ نام رویداد ورزش شیرجه در بازی‌های المپیک تابستانی بود که در سال ۱۹۰۴ برگزار شد. این مسابقات در دو رویداد برگزار شد که هر دو مربوط به مردان بود. این مسابقات در ۵ (دوشنبه) و ۶ (چهارشنبه) سپتامبر سال ۱۹۰۴ برگزار شد.

## جدول مدال‌ها
| رتبه  | کشور                      | طلا | نقره | برنز | مجموع |
| ۱     | ایالات متحده آمریکا (USA) | ۲   | ۱    | ۲    | ۵     |
| ۲     | آلمان (GER)               | ۰   | ۱    | ۱    | ۲     |
|       |                           |     |      |      |       |
| مجموع | مجموع                     | ۲   | ۲    | ۳    | ۷     |

## کشورهای شرکت کننده
۱۰ ورزشکار از ۲ کشور در این مسابقات به رقابت با یک دیگر پرداختند.
- آلمان (۳)
- ایالات متحده آمریکا (۷)